# Wiktor Filippowitsch Raschnikow

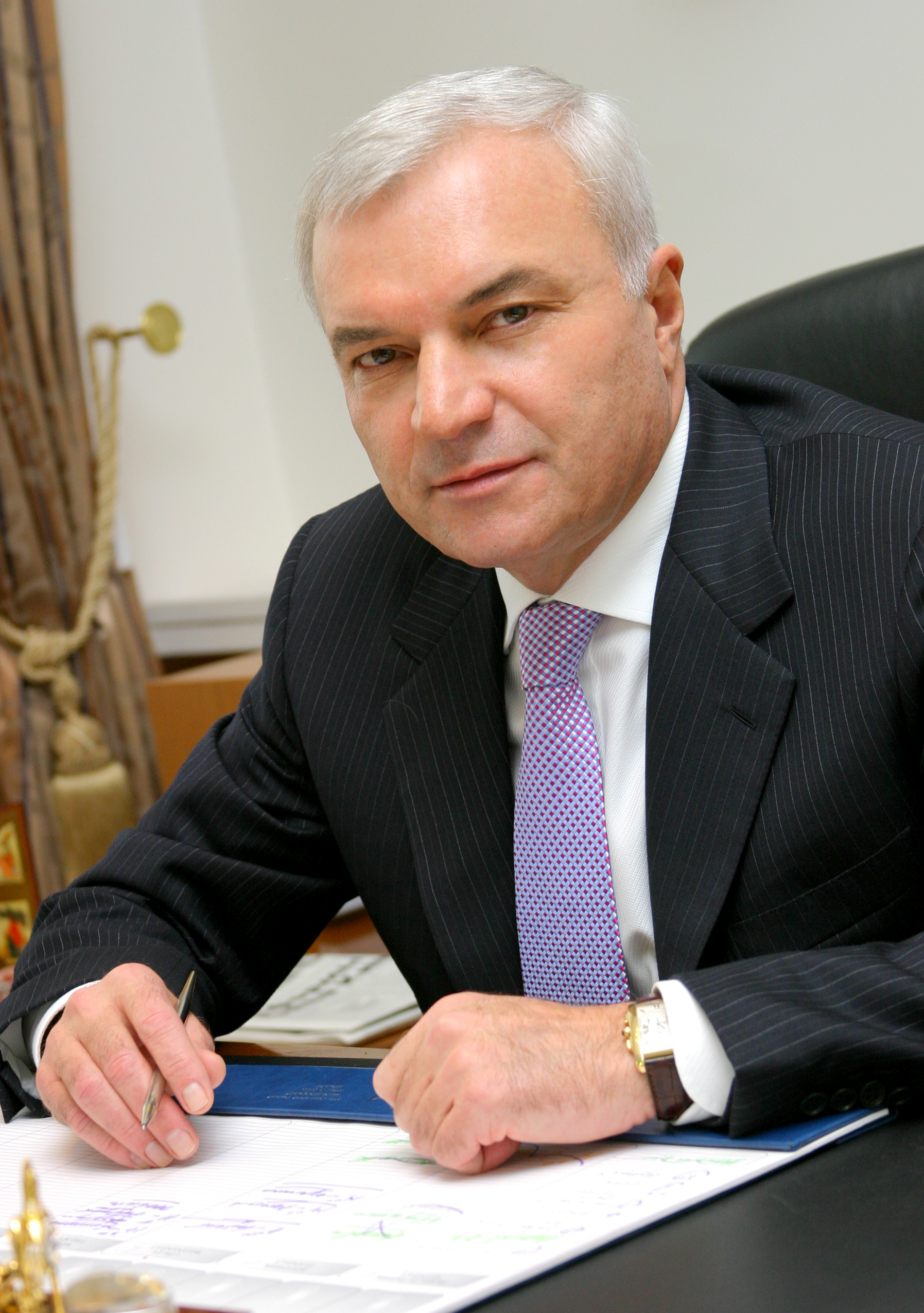
Wiktor Filippowitsch Raschnikow, 2005

Wiktor Filippowitsch Raschnikow (russisch Виктор Филиппович Рашников; * 13. Oktober 1948 in Magnitogorsk) ist ein russischer Unternehmer und Politiker.

## Leben
Raschnikow studierte Ingenieurwissenschaften (Schwerpunkt Umformtechnik) im Institut für Bergbau und Metallurgie in Magnitagorsk und erwarb seinen Abschluss im Jahr 1974. Dort promovierte er 1996.
Die berufliche Laufbahn begann Raschnikow 1967 als Ladenbauer im Magnitogorski metallurgitscheski kombinat (Magnitagorsk Iron and Steel Works), das er später leiten sollte. Mit der Zeit stieg er vom stellvertretenden Chefingenieur im Jahr 1985 zum Stellvertreter des Generaldirektors 1993 auf, ehe er 1997 die Leitung des Konzerns übernahm.
Nach Angaben des US-amerikanischen Forbes Magazine gehört Raschnikow zu den reichsten Russen und ist 2005 in The World’s Billionaires gelistet. Raschnikow ist Eigentümer der Mega-Yacht Ocean Victory, deren Wert auf 240 Millionen Dollar geschätzt wird.
Seit März 2022 ist Raschnikow von den Vereinigten Staaten sanktioniert. Am 15. März 2022 setzte die Europäische Union ihn im Zusammenhang mit dem Überfall Russlands auf die Ukraine 2022 auf die Sanktionsliste und ließ sein Vermögen einfrieren. Außerdem wird ihm auf Grundlage des Beschlusses die Einreise in die EU verweigert.
Raschnikow ist verheiratet und hat zwei Kinder.